# 시애틀 컴퓨터 프로덕츠
시애틀 컴퓨터 프로덕츠(Seattle Computer Products, SCP)는 워싱턴주 투퀼라에 위치한 마이크로컴퓨터 하드웨어 회사로, 16비트 인텔 8086 프로세서를 기반으로 한 최초의 컴퓨터 시스템 제조업체 중 하나였다. 1978년에 설립된 SCP는 IBM이 더 느린 8088 기반의 개인용 컴퓨터를 출시하고 8비트 ISA 버스를 출시하기 약 21개월 전인 1979년 11월에 최초의 S-100 버스 8086 CPU 보드를 고객에게 배송하기 시작했다. SCP는 PC가 출시되기 약 1년 전에 해당 하드웨어용 운영 체제를 출시했다. PC는 마이크로소프트에서 PC용으로 수정하고 이름을 IBM PC DOS로 변경했다. SCP의 직원 중 일부는 컴퓨터를 납땜하고 조립하는 인근 지역 사회의 고등학생들로 구성되었다. 그들 중 일부는 나중에 마이크로소프트에서 근무하게 된다.

## 같이 보기
- Z-80 소프트카드
- 실리콘 밸리의 신화